# Ducetia macrocerca
Ducetia macrocerca är en insektsart som beskrevs av David R. Ragge 1961. Ducetia macrocerca ingår i släktet Ducetia och familjen vårtbitare. Inga underarter finns listade i Catalogue of Life.